# 時本和也
時本 和也（ときもと かずや、1952年2月21日 - ）は、日本の俳優。本名は、時本 和義（ときもと かずよし）。
広島県出身。広島工業大学機械科中退。身長180cm、体重68kg。I・T企画に所属していた。

## 人物
学生時代よりロックバンドのリーダーとして活動していたが、1973年2月に大学を中退して、俳優でコメディアンの世志凡太に弟子入りする。同年4月、テレビドラマ『ありがとう』第3シリーズ（TBS系）でデビュー。テレビ・映画を中心に活動し、『ありがとう』と同時期に放送された『ラブラブライバル』では、岡崎友紀の相手役を演じた。『ラブラブライバル』当時の紹介記事では「学生時代は気楽にやっていたことが芸能界に入ってよくわかりました。現在は毎日勉強なので何でも経験したい」と述べている。
1976年には、特撮テレビドラマ『バトルホーク』で主役を務めた。
その後は、刑事ドラマや時代劇に悪役で出演する機会が多い。また、80年代初頭には時本 武（ときもと たけし）名義での活動歴もある。
特技はベースギターで、「ギターの海」というシングルもリリースしている。

## 出演

### テレビドラマ
- ありがとう 第3シリーズ（1973年 - 1974年、TBS） - 山口中
- ラブラブライバル（1973年 - 1974年、TBS） - 北山洋一
- 家なき子（1974年 - 1975年、TBS） - 三村裕介
- バトルホーク（1976年 - 1977年、12ch） - 主演・楯彰吾 / バトルホーク
- 俺たちの朝 第35話「喧嘩と一匹の魚と赤い車の女」（1977年、NTV） - ヤシロ
- コメットさん（1978年、TBS） - 次郎 
  - 第17話「私の親友 ウルトラマン」
  - 第27話「やさしい男と女たち」
- 大空港（1978年、CX） - 空港署刑事
- 大河ドラマ / 草燃える （1979年、NHK） - 千葉胤頼
- 特捜最前線（ANB）
  - 第110話「列車大爆破0秒前!」（1979年） - 豊田一三
  - 第308話「いつか逢った悪女!」（1983年）
  - 第338話「午前0時39分の証言者!」（1983年） - 小池
  - 第378話「レイプ・妻に捧げる完全犯罪!」（1984年）
  - 第448話「黙秘・堕ちた名門夫人!」（1986年）
  - 第469話「連続放火事件・待ちつづけた女!」（1986年）
  - 第491話「天使を乗せた紙ヒコーキ!」（1986年）
- スーパー戦隊シリーズ（ANB）
  - バトルフィーバーJ 第39話「悪魔になった友」（1979年） - 安原教授
  - 電子戦隊デンジマン 第4話「ベーダー魔城追撃」（1980年） - 無藤礼（ルパンカメラー人間態）
- 騎馬奉行 第15話「女盗賊の復讐」（1980年、KTV）
- 西部警察 PART-II 第36話「八丈島から来た刑事」（1983年、ANB） - 矢吹
- 宮本武蔵（1984年、NHK） - 沼田
- 土曜ワイド劇場（ANB）
  - 不倫の女 院長夫人の若すぎる犯罪（1984年）
  - 探偵・神津恭介の殺人推理
    - 第3作「魔笛に魅せられた女」 （1985年） - 警察に自首した男
    - 第5作「血ぬられた薔薇」（1986年） - 神戸の店の支配人
    - 第6作「私は殺される」（1987年） - 今井（ひとみの兄）

  - 結婚って何さ殺人事件（1986年）
  - 大女優殺人事件（1986年）
  - 江戸川乱歩の美女シリーズ 第2作「黒い仮面の美女」（1987年）
  - 島めぐり豪華フェリー花嫁ツアー殺人事件（1988年）
  - 北海道湯けむりツアー殺人事件 実年素人探偵とおんな秘書の名推理3（1988年）
  - 未亡人志願の女ふたり（1989年）
  - 伊勢志摩 密封死体の女、英虞湾に消えた妹の秘密（1992年）
- 長七郎江戸日記 第33話「影討ち」（1984年、NTV） - 高垣鉄之進
- 気分は名探偵 第11回「ミンク騒動!!（1984年、NTV） - 暴力団組員
- 巨獣特捜ジャスピオン 第31話「先生と子供たちが泣き叫ぶ恐怖の生中継」（1985年、ANB） - シルク
- 誇りの報酬 第38話「長崎を走る天使たち」（1986年、NTV） - 強盗犯
- 水曜ドラマスペシャル（TBS）
  - 夏樹静子の湖に立つ女（1986年）
  - 遺言を頼まれた女（1987年）
- 太陽にほえろ!（1986年、NTV）
  - 第681話「それでも貴方は女なの!」 - 坂手社長の秘書
  - 第698話「淋しさの向こう側」 - 沖田信二
  - 第718話「そして又、ボスと共に」 - 一ノ瀬浩二
- 月曜ワイド劇場 / ママ母VSママ娘、家出令嬢の課外授業（1986年、ANB）
- スケバン刑事III 少女忍法帖伝奇 第3話「動きはじめた影! 三代目の一番手柄」（1986年、CX） - 音羽十郎
- 銀河テレビ小説（NHK）
  - 下町三人娘（1986年）
  - まんが道 青春編（1987年） - 種村記者
- ザ・ハングマンシリーズ（ABC）
  - ザ・ハングマンV 第19話「ニセ者ハングマンが現れた!」（1986年） - 神田の部下
  - ザ・ハングマン6 第12話「どっちに賭ける? 射殺ゲーム」（1987年） - 辺見
  - ハングマンGOGO 第14話「正体がばれた! 見えない手が迫る」（1987年） - 殺し屋
- 金曜女のドラマスペシャル / 杜の都殺人事件（1986年、CX）
- あぶない刑事（1987年、NTV）
  - 第17話「不信」
  - 第40話「温情」
- 火曜サスペンス劇場（NTV）
  - 花嫁は眠れない（1987年） - 早川順平
  - 女弁護士・高林鮎子 第4作「信州飯田線殺意の天竜峡」（1988年） - 相川刑事
- あきれた刑事 第4話「二重誘拐」（1987年、NTV） - 島村
- ベイシティ刑事 第13話「殺し屋たちの危険な大運動会」（1988年、ANB） - 安田
- ドラマ23 / 妻（1988年、TBS）
- NEWジャングル 第18話「どこかで聞いた声」（1988年、NTV） - 吉川
- 男と女のミステリー / Vの悲劇（1990年、CX）
- 刑事貴族 第5話「その時、天使がささやいた」（1990年、NTV）
- 木曜ゴールデンドラマ / 赤い完全犯罪（1992年、YTV）
- 金曜時代劇 / 腕におぼえあり2 第3話「凶盗」（1992年、NHK） - 頭領

### 映画
- けんか空手 極真拳（1975年、東映）
- 暴走の季節（1976年、東映） - 正彦
- 英霊たちの応援歌 最後の早慶戦（1979年、東宝）
- 徳川一族の崩壊（1980年、東映） - 寺島忠三郎
- 異人たちとの夏（1988年、松竹）

### CM
- カティーサーク

## 音楽

### シングル
- ギターの海 / 愛は何度も傷つきながら （1974年、東芝）